# Renato Rascel
Renato Ranucci, cunoscut drept Renato Rascel, (n. 27 aprilie 1912, Torino, Italia – d. 2 ianuarie 1991, Roma, Italia) a fost un cântăreț și actor italian.

## Filmografie selectivă
- 1942 Pazzo d'amore, regia Giacomo Gentilomo
- 1950 Figaro qua, Figaro là, regia Carlo Ludovico Bragaglia
- 1950 Botta e risposta, regia Mario Soldati

- 1957 Bunica Sabella (La nonna Sabella), regia Dino Risi

- 1959 Policarp, maestru caligraf (Policarpo, ufficiale di scrittura), regia di Mario Soldati

- 1969: Secretul din Santa Vittoria (The Secret of Santa Vittoria), regia Stanley Kramer